# チャールズ・スターク・ドレイパー賞

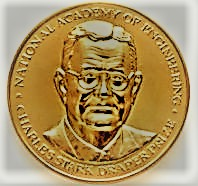

チャールズ・スターク・ドレイパー賞（Charles Stark Draper Prize、Charles Stark Draper Prize for Engineering）は全米技術アカデミーによって授与される科学技術賞。チャールズ・スターク・ドレイパーにちなんで創設され、工学の分野における最高栄誉とされる。賞金は50万ドル。「工学分野のノーベル賞」と呼ばれることもある。

## 受賞者
| 年   | 名前                                                                                               | 受賞理由                                                                                                   |
| ---- | -------------------------------------------------------------------------------------------------- | --- |
| 1989 | ジャック・キルビー ロバート・ノイス                                                                | パーソナルコンピュータの開発に対して                                                                       |
| 1991 | フランク・ホイットル ハンス・フォン・オハイン                                                      | ジェットエンジン開発に対して                                                                               |
| 1993 | ジョン・バッカス                                                                                   | FORTRAN開発に対して                                                                                        |
| 1995 | ジョン・R・ピアース ハロルド・ローゼン                                                             | 通信衛星技術の開発に対して                                                                                 |
| 1997 | ウラジーミル・ヘンゼル                                                                             | 接触改質の発明に対して                                                                                     |
| 1999 | チャールズ・カオ ロバート・D・モーラー ジョン・B・マッケズニー                                     | 光ファイバー開発に対して                                                                                   |
| 2001 | ヴィントン・サーフ ロバート・カーン レナード・クラインロック ローレンス・ロバーツ                  | インターネット開発に対して                                                                                 |
| 2002 | ロバート・ランガー                                                                                 | 革命的な医薬投与システム(ドラッグデリバリーシステム)に対して                                               |
| 2003 | イヴァン・A・ゲティング ブラッドフォード・パーキンソン                                             | グローバル・ポジショニング・システム開発に対して                                                           |
| 2004 | アラン・ケイ バトラー・ランプソン ロバート・テイラー チャック・サッカー                            | 世界初の実用的ネットワーク型コンピュータ Alto 開発に対して                                                 |
| 2005 | Minoru S. "Sam" Araki Francis J. Madden Edward A. Miller ジェームス・W・プラマー Don H. Schoessler | 世界初の地球観測衛星システムコロナの設計・開発・運用に対して                                               |
| 2006 | ウィラード・ボイル ジョージ・E・スミス                                                             | デジタルカメラの心臓部でもあるCCDイメージセンサの発明に対して                                              |
| 2007 | ティム・バーナーズ＝リー                                                                           | World Wide Web 開発に対して                                                                                |
| 2008 | ルドルフ・カルマン                                                                                 | カルマンフィルター開発に対して                                                                             |
| 2009 | ロバート・デナード                                                                                 | DRAM発明に対して                                                                                           |
| 2011 | フランシス・アーノルド ウイリアム・P・C・ステマー                                                  | 食品、医薬品、洗剤、バイオ燃料などに利用されるタンパク質工学への貢献に対して                               |
| 2012 | ジョージ・H・ハイルメアー ウルフギャング・ヘルフリック マーティン・シャット T・ピーター・ブロディ  | 液晶ディスプレイ技術の開発に対して                                                                         |
| 2013 | マーティン・クーパー ジョエル・S・エンゲル リチャード・H・フレンキール トーマス・ハウク 奥村善久   | 世界初の携帯電話ネットワーク、システムおよび標準化への貢献に対して                                         |
| 2014 | ジョン・グッドイナフ 西美緒 ラシド・ヤザミ 吉野彰                                                  | 小型で軽量のモバイル電子機器を可能にしたリチウムイオン二次電池（LIB）の設計に対して                        |
| 2015 | 赤﨑勇 ジョージ・クラフォード ラッセル・デュピュイ ニック・ホロニアック 中村修二                   | 世界に先駆けた発光ダイオード（LED）の開発に対して                                                          |
| 2016 | アンドリュー・ビタビ                                                                               | ビタビアルゴリズムの発明に対して                                                                           |
| 2018 | ビャーネ・ストロヴストルップ                                                                       | プログラミング言語C++の開発に対して                                                                        |
| 2020 | ジャン・フレシェ Grant Willson                                                                     | マイクロエレクトロニクスデバイスの極小化を可能にした微細加工用およびナノ加工用の化学増幅材料の開発に対して |
| 2022 | スティーブ・ファーバー ジョン・ヘネシー デイビッド・パターソン ソフィー・ウィルソン                | RISCの開発・応用に対して                                                                                   |
| 2024 | ステュアート・パーキン                                                                             | スピントロニクスの開発に対して                                                                             |